# تريفور ريليفورد
تريفور ريليفورد (بالإنجليزية: Trevor Releford)‏ مواليد 23 ديسمبر 1991، هو لاعب كرة سلة أمريكي. بدأ مسيرته الاحترافية في سنة 2014. يلعب في الدوري اليوناني لكرة السلة كلاعب هجوم خلفي. يحمل الرقم 12. يبلغ طوله 6 قدم 0 بوصة (1.8 م). لعب كرة السلة الجامعية في جامعة ألاباما.

## روابط خارجية
- تريفور ريليفورد على موقع كرة السلة الأوروبية.كوم (الإنجليزية)
- تريفور ريليفورد على موقع كلية كرة السلة في سبورتس رفرنس.كوم (الإنجليزية)
- تريفور ريليفورد على موقع ريلجم (الإنجليزية)
- تريفور ريليفورد على موقع بروبوليرز (الإنجليزية)
- تريفور ريليفورد على موقع سبورتس رفرنس (الإنجليزية)